# Рюстер, Хуго
Хуго Рюстер (нем. Hugo Rüster; 15 января 1872, Берлин — 3 апреля 1962, Кобленц) — немецкий гребец, бронзовый призёр летних Олимпийских игр 1900.
Рюстер входил на Играх в состав третьей немецкой команды четвёрок, которая не смогла пройти в финал по основной квалификации, однако его команда, и ещё две сборные устроили свой финальный заплыв, который признаётся МОКом. Рюстер в том финале занял третье место.